# Червен скален рак
Червеният скален рак (Grapsus grapsus) е един от най-често срещаните раци по западното крайбрежие на Северна и Южна Америка. Те са много красиви, с ясно откроени и ярки цветове в червено, синьо и кафяво.

## Разпространение
Този вид раци може да се открие по протежение на тихоокеанското крайбрежие на Мексико, Централна Америка, Южна Америка (на юг, до северната част на Перу), на близките острови, включително островите Галапагос, както и по атлантическото крайбрежие на Южна Америка.

## Описание
Червеният скален рак има типичната форма за рак, с пет чифта крака, предните два от които са по-малки, и завършват с щипки. Другите крака са по-широки, плоски, и само с върховете си докосват земята. Черупката на рака е малко по-дълга от 8 cm. Малките червени скални раци са черни или тъмно кафяви на цвят и са замаскирани добре в черните, покрити с лава бреговете на вулканичните острови. Възрастните екземпляри са доста по-различни на цвят, като някои от тях са кафяво-червени, а други на кафяви, розови или жълти петна.

## Таксономия
Видът е описан за първи път от Карл Линей през 1758 г. в 10-о издание на Systema Naturae като „Cancer grapsus“.
Едва през 1990 г. двата вида G. grapsus и G. adscensionis биват отделени като самостоятелни. Последният, за разлика от червения скален рак е разпространен в източната част на Атлантическия океан.

## Екология и поведение
Тези раци живеят сред скалите по брега на морето. Хранят се предимно с водорасли, а понякога и с други растителни видове, както и с остатъци от мъртви животни. Те са много пъргави и трудни за хващане. Не се считат за много годни за консумация от човека, но се използват като стръв от рибарите.
При червените скални раци на островите Галапагос се наблюдава симбиоза на почистване на кърлежи от телата на местните морски игуани.
Видът е бил изследван от Чарлз Дарвин по време на пътуванията си на кораба „Бигъл“, както и от първото всеобхватно проучване на фауната на Калифорнийския залив, проведено от Ед Рикетс, заедно с Джон Стайнбек и др.
В записките си Стайнбек пише:
| „ | Тези малки рачета имат невероятно красива окраска, ходят с върховете на крачетата си, и имат забележителни очи с изключително бързо време за реакция. Независимо от факта, че пълзят бавно по скалите, те са изключително трудни за хващане. Могат да се движат много добре във всяка една от четирите посоки. Избягват умело мрежата, предвиждайки от каква посока идва. Ако ходиш бавно, те се движат бавно пред вас в тълпата. Ако побързаш, и те бързат. Когато се опитате да се потопите в тях, те сякаш изчезват в облаче синкав дим, но при всеки случай, те изчезват. Невъзможно е да се промъкнете до тях. | “ |